# Троян (Молдова)
Троян (рум. Troian) — село в Леовському районі Молдови. Входить до складу комуни, адміністративним центром якої є село Вознесень.